# Arteria radiale
L'arteria radiale in anatomia umana, è la principale arteria dell'avambraccio.

## Decorso
L'arteria radiale origina dalla biforcazione dell'arteria brachiale (o omerale) nella fossa cubitale. L'arteria radiale si genera, dunque, all'altezza del gomito e decorre distalmente percorrendo l'avambraccio nella sua parte anteriore, seguendo l'andamento del radio. In questa sede l'arteria funge da punto di riferimento per la divisione tra i compartimenti anteriore e posteriore dell'avambraccio stesso, con il compartimento posteriore che vede il suo inizio lateralmente all'arteria.

L'arteria, nella sua parte terminale, si avvolge intorno al polso, portandosi lateralmente e passando attraverso la tabacchiera anatomica e tra le teste del primo muscolo interosseo dorsale. L'arteria decorrendo anteriormente tra le teste del muscolo adduttore del pollice, si trasforma e continua con l'arco palmare profondo, il quale si anastomizza con il ramo profondo della arteria ulnare.
Lungo il suo corso, l'arteria si accompagna con la analoga vena, la vena radiale.

## Rami
I rami dell'arteria radiale possono essere suddivisi in tre gruppi, corrispondenti alle tre regioni in cui è situato il vaso.

### Nell'avambraccio
Arteria radiale ricorrente: prende origine subito dopo che l'arteria radiale si distacca dall'arteria brachiale. Decorre superiormente per andare ad anastomizzarsi con l'arteria collaterale radiale intorno all'articolazione del gomito.

Ramo palmare carpale dell'arteria radiale: un piccolo vaso che nasce presso il margine inferiore del muscolo pronatore quadrato.

Ramo palmare superficiale dell'arteria radiale: deriva dall'arteria radiale, proprio nel punto in cui il vaso inizia ad avvolgersi intorno alla zona laterale del polso.

### Al polso
Ramo dorsale carpale dell'arteria radiale: un piccolo vaso che si pone al di sotto dei tendini estensori del pollice.

Prima arteria dorsale metacarpale: nasce poco prima che l'arteria radiale passi tra i due capi del muscolo primo interosseo dorsale e si divide quasi subito in due branche che irrorano i lati adiacenti del pollice e dell'indice; la parte laterale del pollice riceve un ramo direttamente dalla arteria radiale.

### Nella mano
Arteria princeps pollicis: nasce dall'arteria radiale appena questa si porta medialmente nella parte profonda della mano.

Arteria radialis indicis: decorre in prossimità dell'arteria princeps pollicis. Le due arterie possono derivare da un tronco comune, la prima arteria palmare metacarpale.

Arco profondo palmare: parte terminale dell'arteria radiale.

## Significato clinico
L'arteria del polso è palpabile nella tabacchiera anatomica e sulla faccia anteriore del braccio, al di sopra delle ossa carpali. La palpazione dell'arteria in questa regione viene comunemente utilizzata per valutare la frequenza cardiaca e il ritmo cardiaco. La presenza di un polso radiale viene utilizzata per stimare la pressione arteriosa sistolica. Il percepire un polso radiale indica una pressione ematica superiore a 70 mm Hg, come stimato dal 50º percentile.

L'arteria radiale è talvolta impiegata per eseguire un bypass aortocoronarico e sta crescendo in popolarità tra i cardiochirurghi.

Recentemente, è stato dimostrato che il decorso peri e post-operatorio è superiore rispetto agli innesti da vena safena.

## Galleria d'immagini

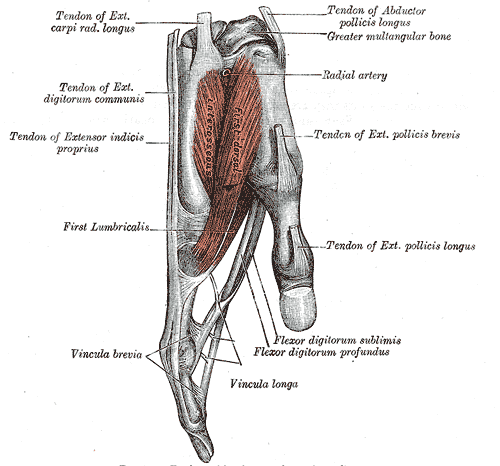
Tendini del dito indice.
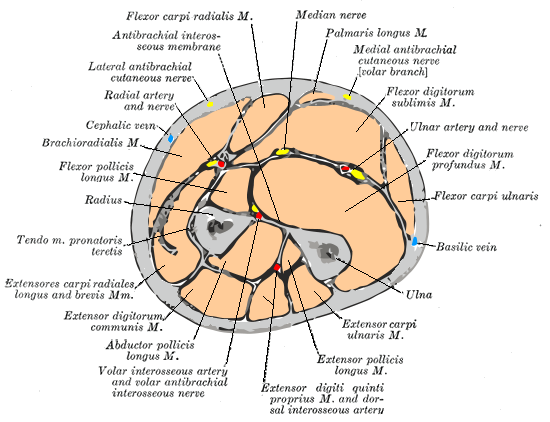
Sezione trasversale attraverso la metà dell'avambraccio.
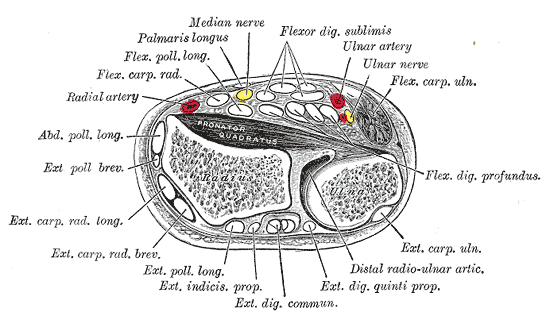
Sezione trasversale attraverso le estremità distali di radio e ulna.
Sezione trasversale attraverso il polso e le dita.
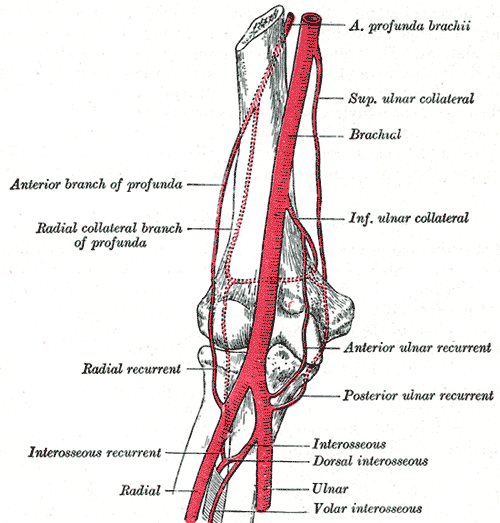
Schema dell'anastomosi intorno all'articolazione del gomito.
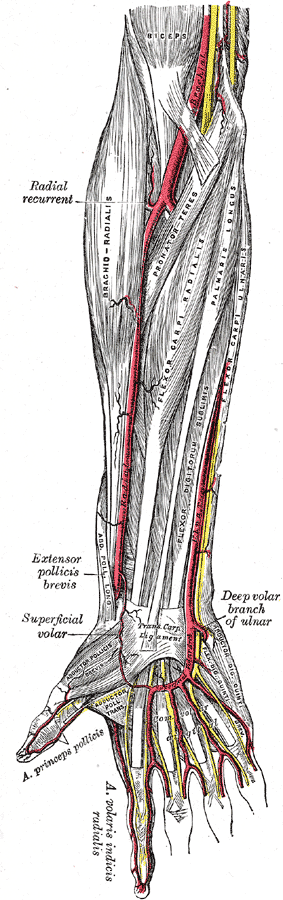
Le arterie radiale e ulnare.
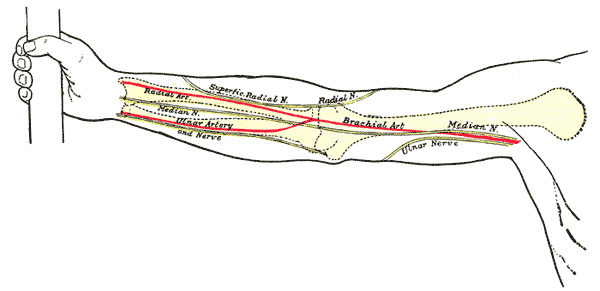
Visione frontale dell'arto superiore destro, sono mostrati i decorsi di arterie e nervi rispetto alla posizione delle ossa.
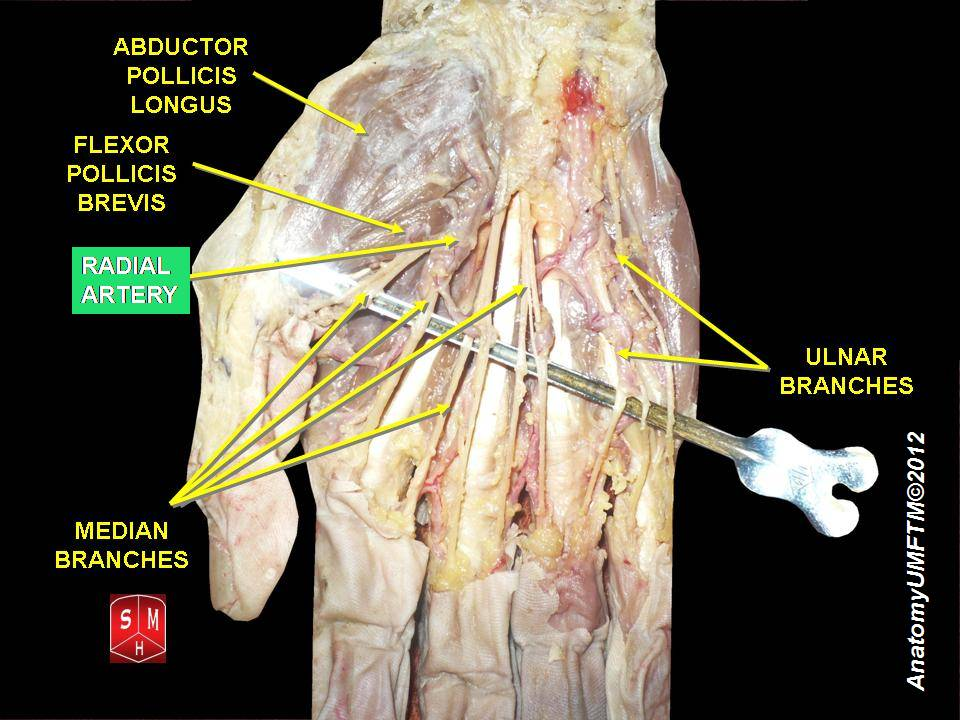
Arteria radiale
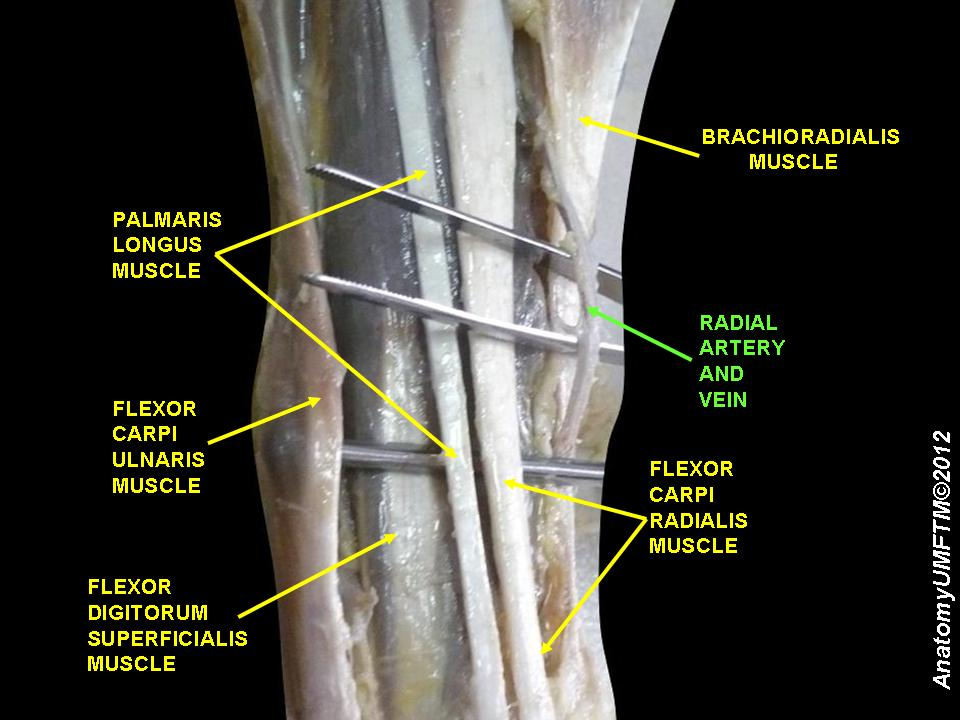
Arteria radiale
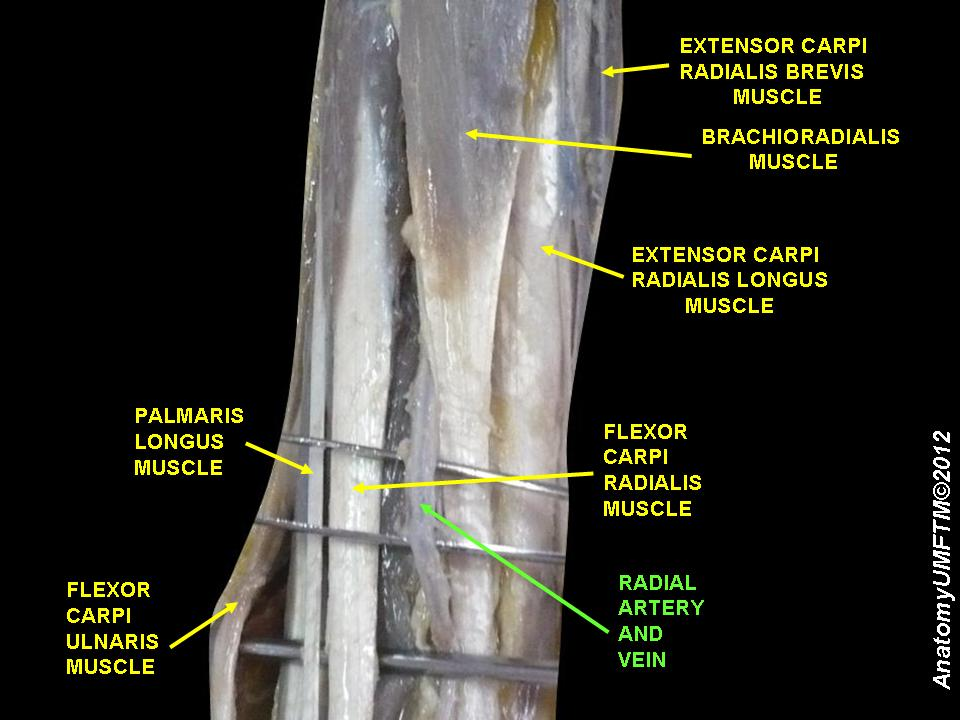
Arteria e vena radiale
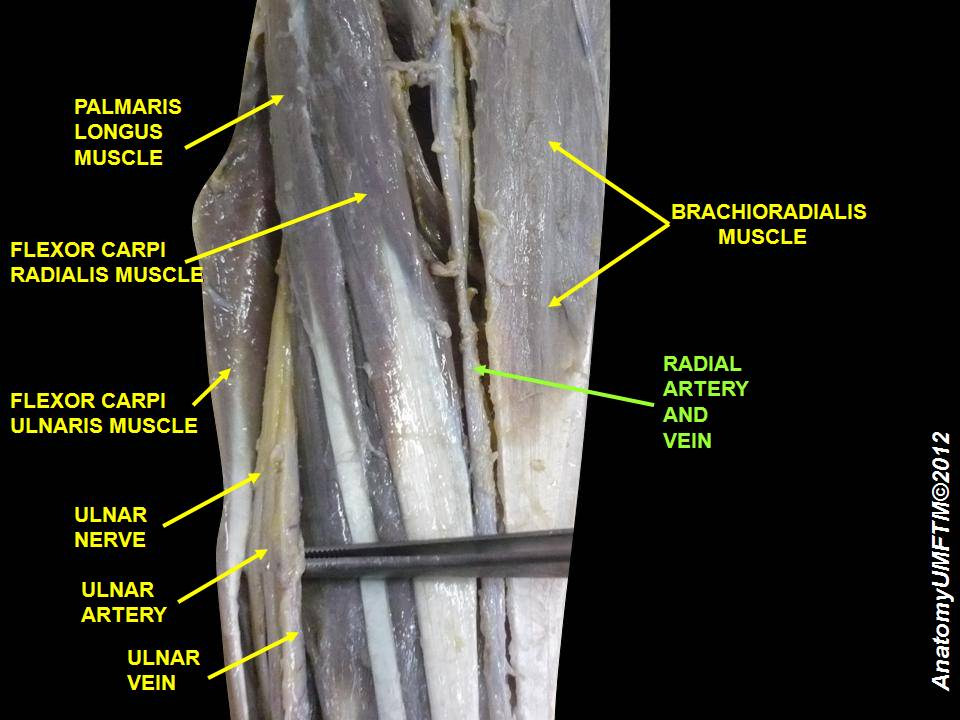
Arteria e vena radiale
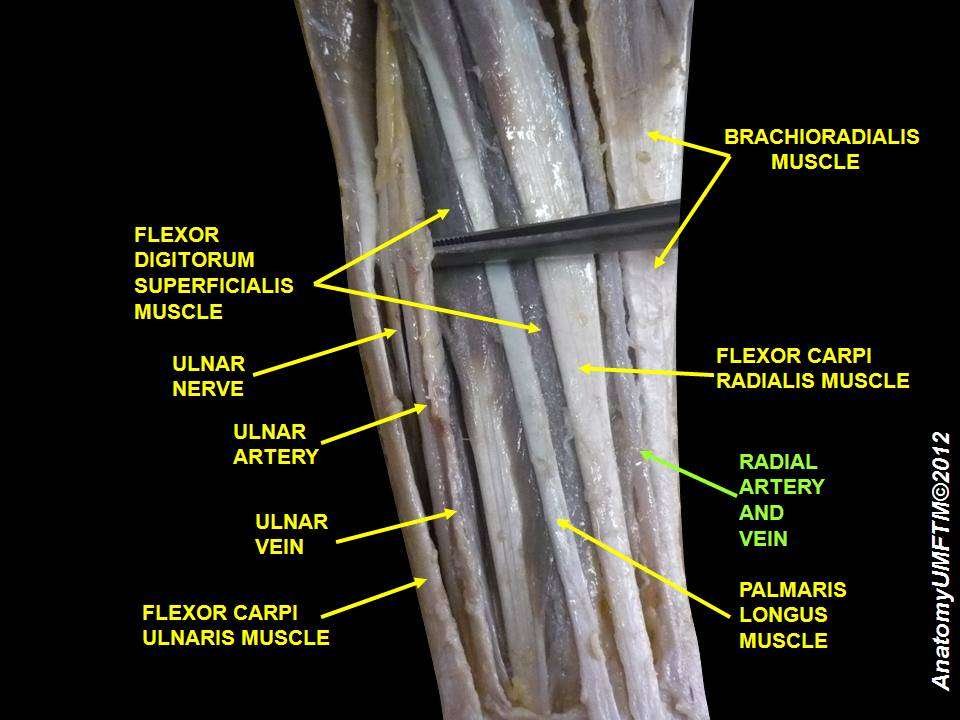
Arteria e vena radiale
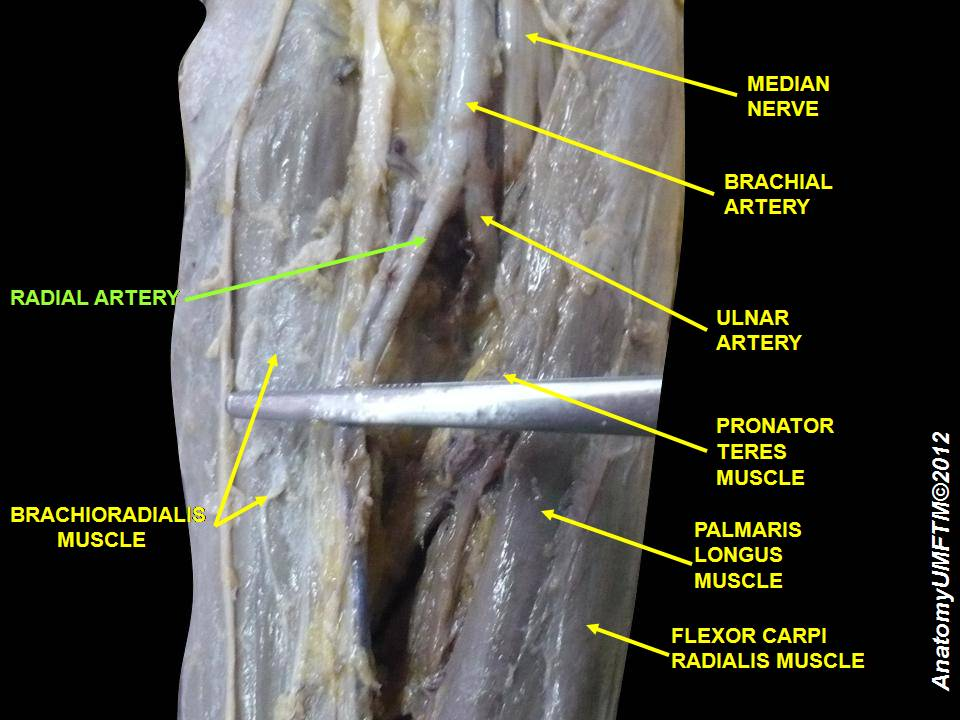
Arteria radiale
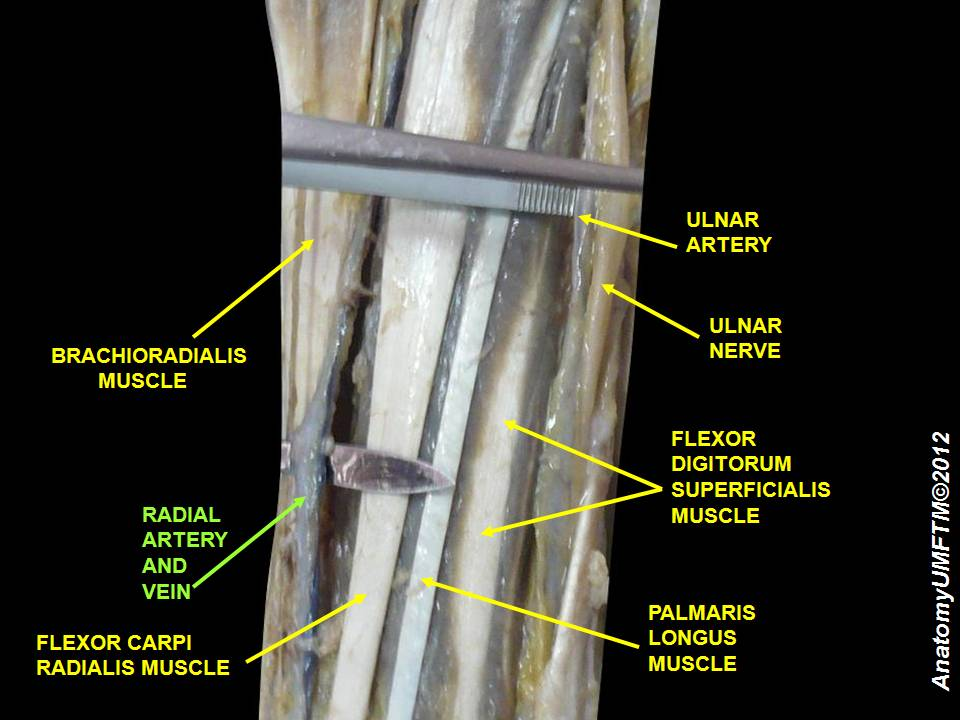
Arteria e vena radiale
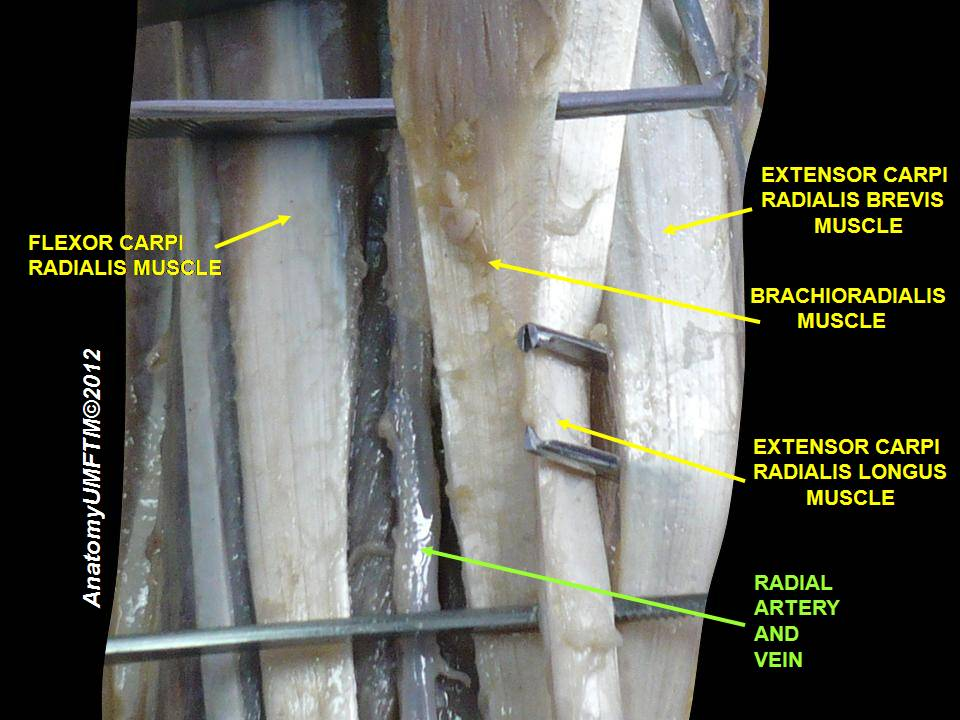
Arteria e vena radiale
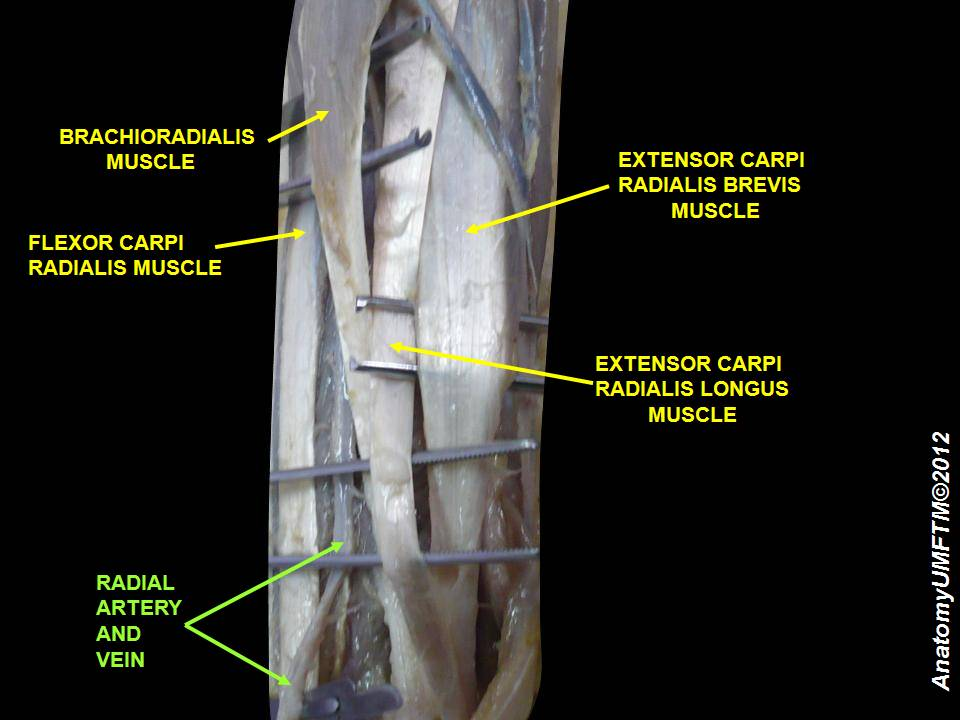
Arteria e vena radiale
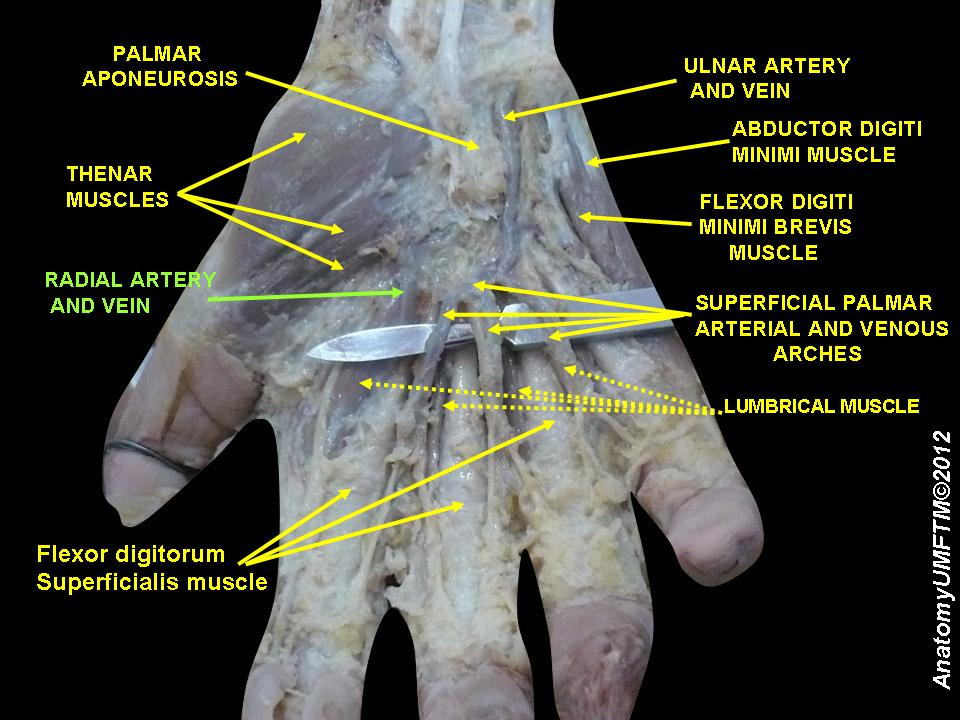
Arteria e vena radiale
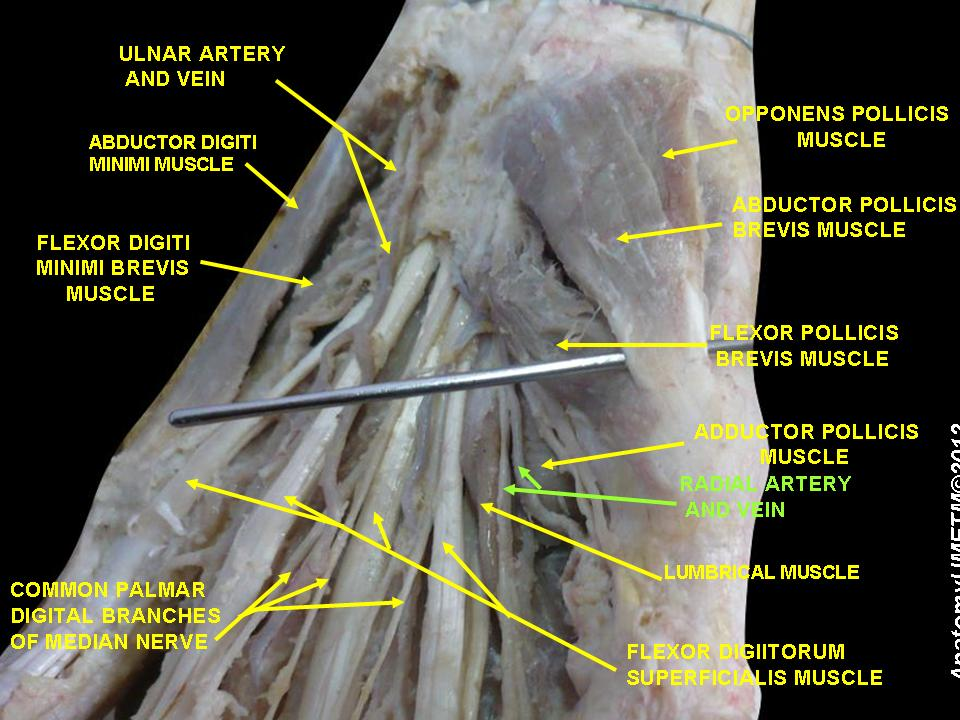
Arteria e vena radiale
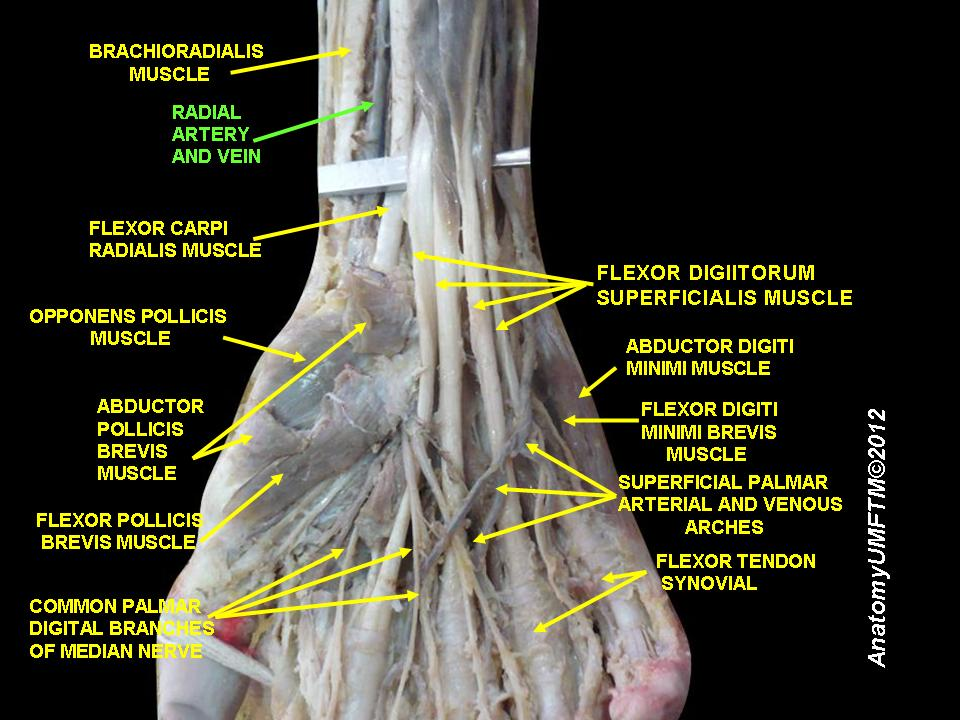
Arteria e vena radiale
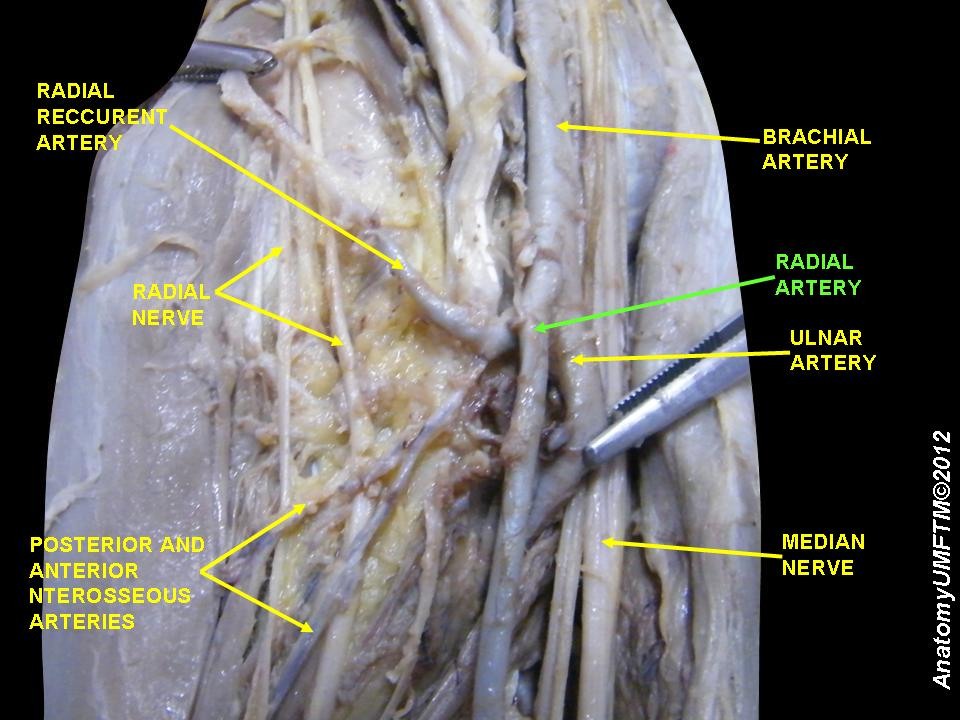
Arteria radiale
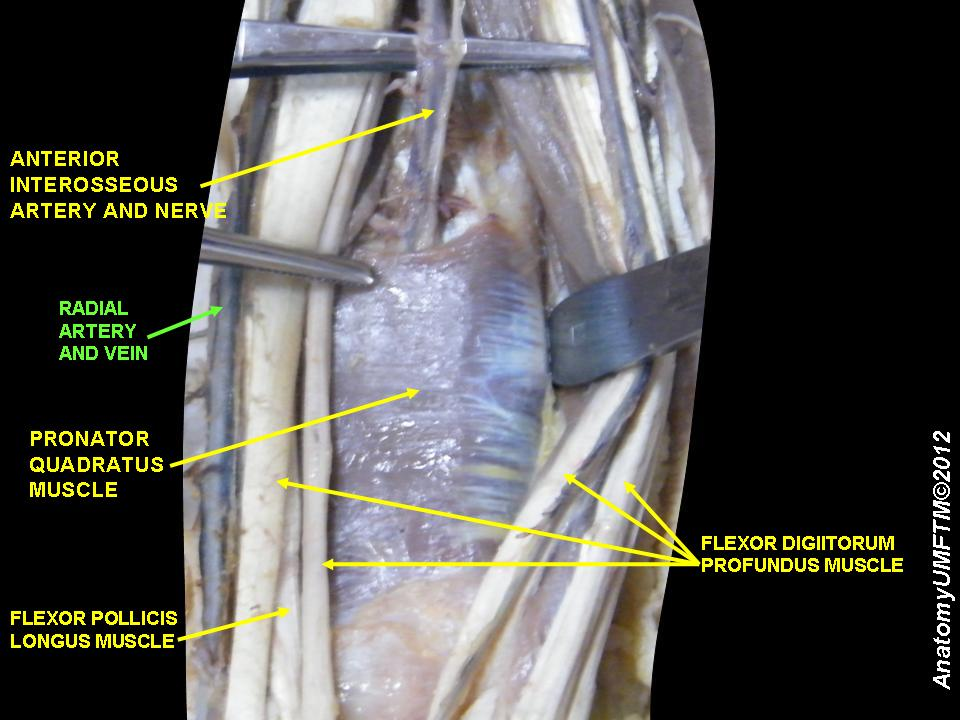
Arteria radiale
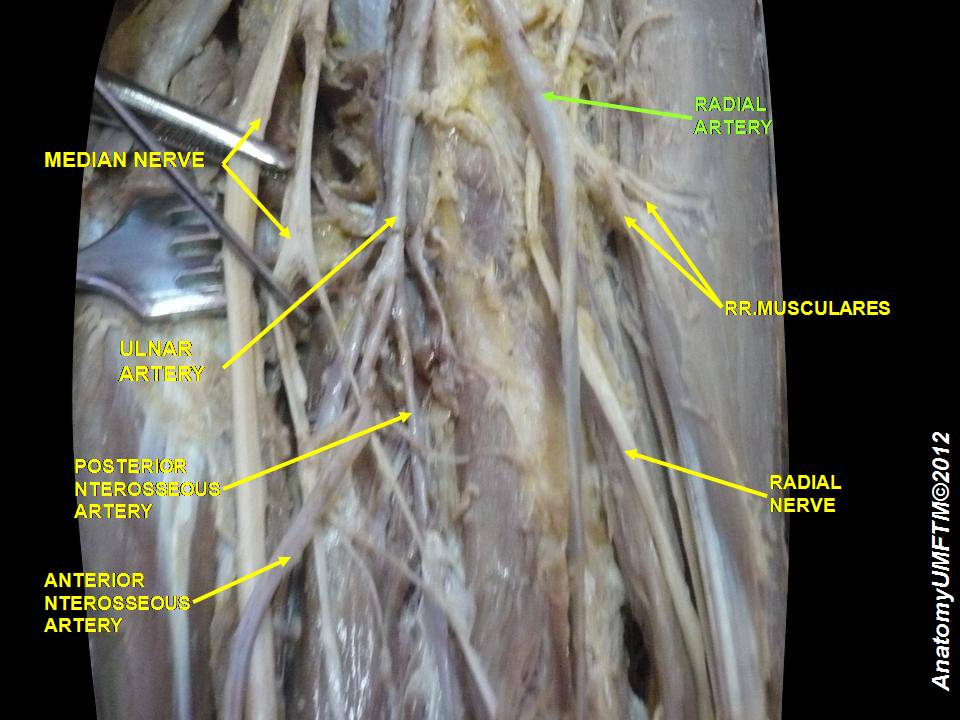
Arteria radiale